# Есенская, Милена
Милена Есенская (чеш. Milena Jesenská; 10 августа 1896, Прага, Австро-Венгрия, — 17 мая 1944, Равенсбрюк, Германия) — чешская журналистка, писательница, редактор и переводчица.

## Ранние годы
Родилась в Праге (Австро-Венгрия, ныне Чехия). Считается, что её род восходит к Яну Есениусу, первому профессору медицины Карлова университета, казнённому 21 июня 1621 года на Староместской площади в числе 27 участников сопротивления Фердинанду II Габсбургу. Тем не менее, эта точка зрения подвергается сомнению. Ян, отец Милены, был хирургом-стоматологом и профессором Карлова университета; её мать Милена Нейцларова умерла, когда Есенской было 16 лет. Племянница писательницы Ружены Есенской.
Милена обучалась в «Минерве», первой академической гимназии для девочек в Австро-Венгрии. После её окончания она недолгое время обучалась в Пражской консерватории и на медицинском факультете, но бросила учёбу после двух семестров. В 1918 году она вышла замуж за Эрнста Поллака, еврейского интеллигента и литературного критика, с которым она познакомилась в пражских литературных кругах. Они с мужем переехали жить в Вену. Брак, который якобы заставил её разорвать отношения с отцом на несколько лет, оказался несчастным (что, впрочем, оспаривается некоторыми исследователями).

## Карьера
Поскольку доходов Поллака не хватало на жизнь в растерзанном войной городе, Есенская начала зарабатывать трудом переводчика. В 1919 году ей попадается рассказ «Кочегар» пражского писателя Франца Кафки и она пишет ему письмо с просьбой разрешить ей перевести его с немецкого на чешский. Это письмо послужило началом интенсивной и страстной переписки. Есенская и Кафка встречались дважды: в первый раз они провели четыре дня в Вене и затем один день в Гмюнде. В конце концов, Кафка порвал с ней, отчасти потому, что Милена не могла оставить своего мужа. Их почти что ежедневное общение прекратилось внезапно в ноябре 1920 года. Они много значили друг для друга; в 1922 и 1923 годах они обменялись ещё парой писем, а в конце своей жизни (он умер в 1924 году) Кафка отправил Есенской свои дневники. Перевод «Кочегара» стал первым переводом Кафки на чешский, в дальнейшем Есенская выполнила переводы ещё двух его рассказов, а также работ Германа Броха, Франца Верфеля, Эптона Синклера и многих других.
В Вене Есенская также начала писать сама, публикуя передовицы в женских колонках самых известных пражских журналов и газет. Например, она публиковалась в «Трибуне», а между 1923 и 1926 писала для таких изданий, как «Národní listy», «Pestrý týden» и «Lidové noviny».
В 1925 году Есенская развелась с Поллаком и вернулась в Прагу, где вскоре познакомилась с авангардным чешским архитектором Яромиром Крейцаром, за которого позже вышла замуж. В Праге она продолжала работать журналистом, писать для газет и журналов, а также выступала в роли редактора и переводчика детских книг. Некоторые её статьи того периода опубликованы в двух различных сборниках пражского издательского дома «Topič».
В 1930 году Милена увлеклась коммунизмом (как и многие представители чешской интеллигенции той эпохи), но к 1936 году разочаровалась в нём под влиянием эксцессов сталинизма. В октябре 1934 года её второй брак распался — она дала развод Крейцару, чтобы он мог жениться на латышской переводчице, с которой Яромир познакомился во время визита в Советский Союз.
Между 1938 и 1939 годами она редактировала известный чешский политико-культурный журнал «Přítomnost», основанный уважаемым политическим обозревателем и демократом Фердинандом Перуткой. Там она пишет о подъёме НСДАП в Германии, аншлюсе Австрии и возможных последствиях этого для Чехословакии.

## Смерть
После оккупации Чехословакии германскими войсками Есенская присоединилась к подпольному движению Сопротивления и помогла многим евреям и политическим беженцам эмигрировать. Сама она решила остаться, невзирая на возможные последствия. В ноябре 1939 года она была арестована гестапо и заключена сперва в пражскую тюрьму Панкрац, а затем отправлена в Дрезден. В октябре 1940 года она была депортирована в концентрационный лагерь Равенсбрюк в Германии. Здесь она оказывала моральную поддержку другим заключённым и подружилась с Маргарете Бубер-Нойманн, которая после войны первой написала её биографию. Милена умерла от почечной недостаточности 17 мая 1944.
Яна «Хонза» Крейцарова (1928—1981), дочь Милены Есенской и Яромира Крейцара, писала в 1950-х для подпольного издания «Půlnoc» и для «Divoké vínoc» в 1960-х.

## Память
Есенская выступила персонажем кантаты для сопрано с оркестром «Milena» аргентинского композитора Альберто Хинастеры. Эта работа основана на письмах Кафки.
О Есенской снят французский художественный фильм 1991 года «Милена».
Израильский мемориал Холокоста и Героизма Яд ва-Шем в Иерусалиме присвоил Милене почетное звание праведник народов мира.
Президент Чехии Вацлав Гавел в 1996 году посмертно наградил Милену Есенскую орденом Томаша Гаррига Масарика 2 класса.